# La Rose blanche
Pour les articles homonymes, voir Rose blanche.
La Rose blanche (en allemand : Weiße Rose) est le nom d'un groupe de résistants allemands fondé en juin 1942, pendant la Seconde Guerre mondiale, composé de quelques étudiants et de leurs proches. Le groupe rédige et distribue à Munich des tracts dénonçant la guerre et la politique du régime nazi. Ses membres sont arrêtés en février 1943 par la Gestapo ; les meneurs sont condamnés à mort et exécutés avant la fin de 1943.

## Contexte historique
Au cours du Troisième Reich, le régime nazi vise à endoctriner et encadrer la jeunesse allemande en créant des organisations réservées à celle-ci. Parmi ces organisations, on peut citer en particulier le Deutsches Jungvolk pour les 10-14 ans, le Bund Deutscher Mädel pour les filles de 10 à 18 ans  et les Jeunesses hitlériennes pour les 14-18 ans. L’adhésion à ces organisations est obligatoire en Allemagne à partir de 1939. Inge Scholl, témoin privilégiée de la résistance, car sœur aînée de Hans Scholl, un des fondateurs du mouvement, montre dans son livre La Rose Blanche la fascination que pouvaient générer ces communautés sur les jeunes Allemands :

« Autre chose nous séduisit, qui revêtait pour nous une puissance mystérieuse : la jeunesse défilant en rangs serrés, drapeaux flottants, au son des roulements de tambour et des chants. Cette communauté n’avait-elle pas quelque chose d’invincible ? »

Malgré un important mouvement d'exil dans les années 1930, des intellectuels antinazis continuent d'exprimer clandestinement leurs convictions sous le Troisième Reich. Dans le milieu universitaire, l'esprit critique incite les étudiants à remettre en cause les principes autoritairement inculqués dans les organisations de jeunesse officielles. Tout en participant, l'un aux Jeunesses hitlériennes, l'autre au Bund Deutscher Mädel, Hans et Sophie Scholl sont également membres de la Bündische Jugend, interdite par le régime. À mesure que l'autoritarisme se renforce, les futurs membres de La Rose Blanche, venant en grande partie de la jeunesse étudiante de Munich, prennent conscience de la nécessité de réagir. Ils réfutent l'idée d'obéissance aveugle et mettent en avant la conscience morale des individus responsables. « Tout peut être sacrifié au plus grand bien de l'État, tout, sauf ce que l'État doit servir », peut-on lire dans leur premier tract. La philosophie du mouvement se place résolument à l'opposé du nazisme en proclamant la primauté de l'être humain sur l'entité collective abstraite.

## Activités

### Fondation
La Rose blanche est fondée au printemps 1942 dans un atelier de peinture de Munich, par Hans Scholl et Alexander Schmorell. C'est d'abord Hans Scholl qui prend l'initiative de distribuer des tracts dans leur université, sans prévenir ses compagnons, puis ils décident d'agir en commun. Les jeunes étudiants refusent le totalitarisme sous la coupe duquel se trouve alors l’Allemagne du Troisième Reich et veulent sauvegarder leur indépendance face au nazisme. Les membres de La Rose blanche sont fortement motivés par le christianisme. Si la majorité d'entre eux sont catholiques comme Franz J. Müller, Heinrich Guter, Heinz Brenner et Walter Hetzel, Alexandre Schmorell appartient à l'Église orthodoxe russe et Hans et Suzanne Hirzel sont protestants. Hans Scholl a été inspiré par des sermons de Clemens August von Galen, évêque de Münster, qui s'est élevé contre les assassinats de malades mentaux (Aktion T4) et les atteintes faites à l’Église. Hans et Sophie Scholl sont par ailleurs profondément croyants.
Ils discutent de la situation politique avec Kurt Huber, professeur à l’université de Munich, réputé pour ses cours de philosophie qui influencent beaucoup d’étudiants. Kurt Huber, d'abord opposé à l'idée de révolte envers un pays qu'il aime, finit par appuyer totalement ses élèves qui ont fondé La Rose blanche. Révoltés par la dictature hitlérienne et les souffrances causées par la guerre, les étudiants décident d’agir au cours de l’été 1942.

### Membres
- Hans Scholl, fondateur, frère de Sophie
- Alexander Schmorell, fondateur
- Sophie Scholl, fondatrice, sœur de Hans
- Willi Graf
- Susanne Hirzel
- Hans Hirzel
- Kurt Huber, un de leurs professeurs
- Traute Lafrenz, amie de Sophie et Hans
- Franz J. Müller
- Christoph Probst, camarade de Hans à la faculté de médecine
- Lilo Ramdohr, amie d'Alexander Schmorell
- Jürgen Wittenstein

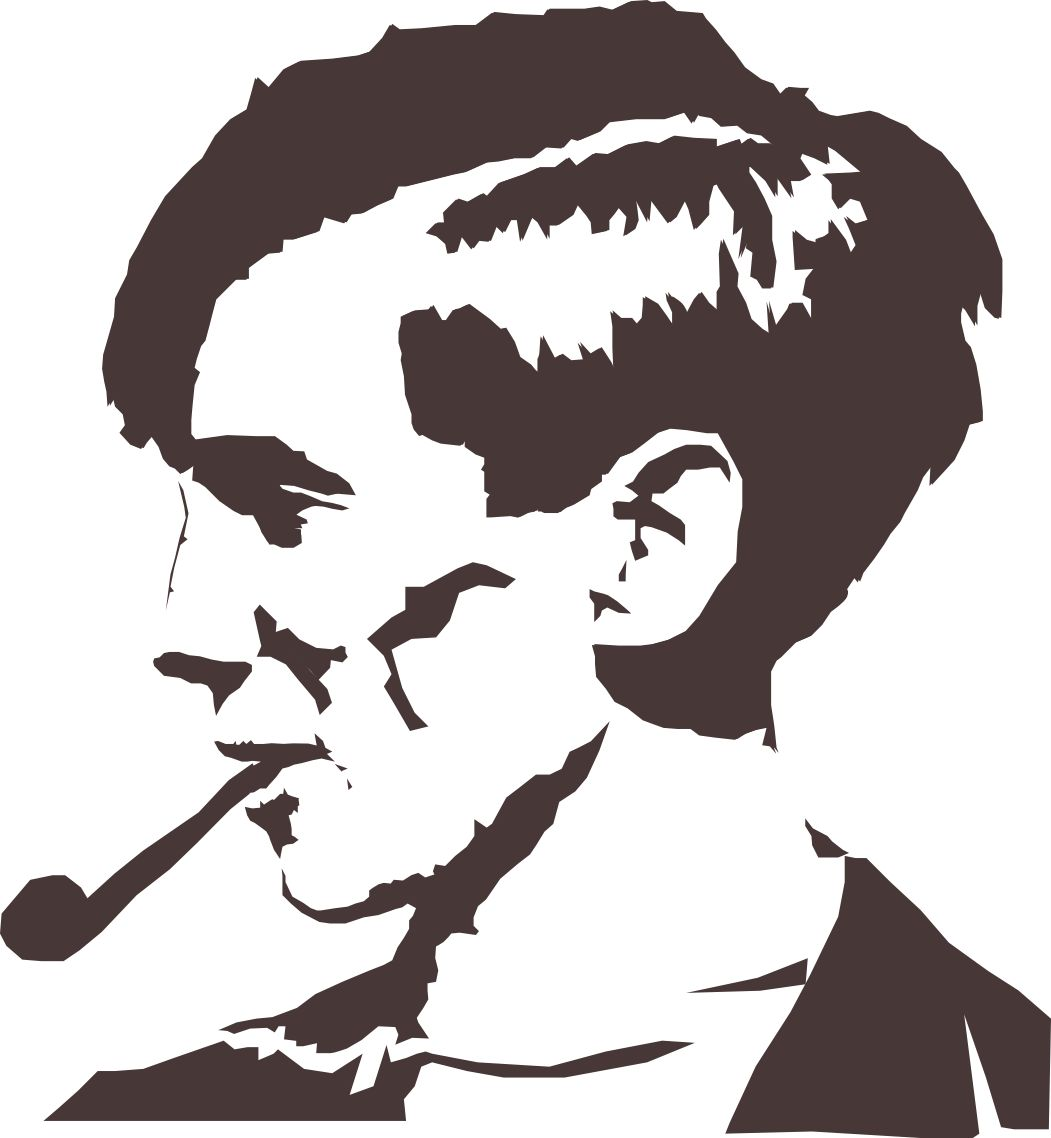
Alexander Schmorell.
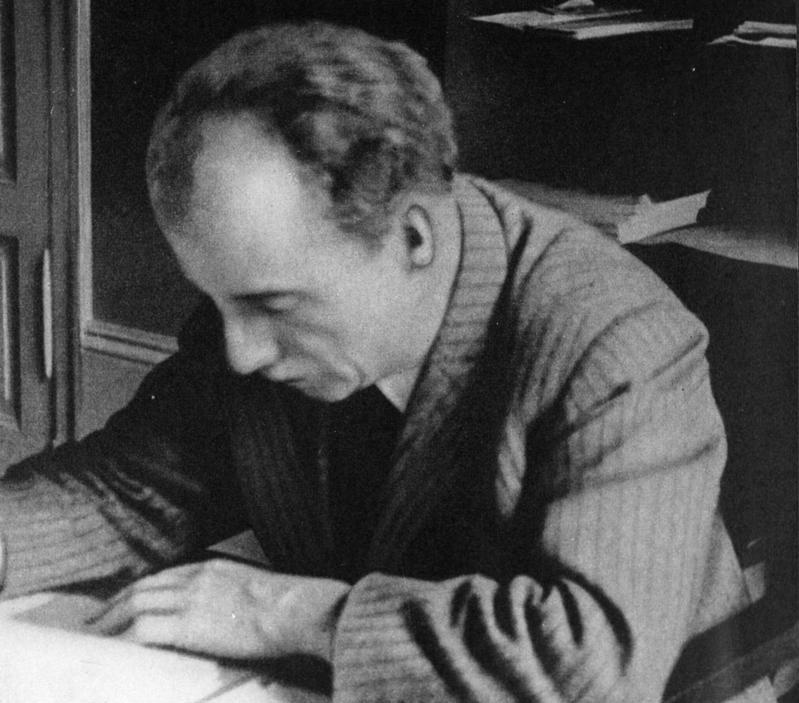
Kurt Huber.

### Développement
Hans Scholl et Alexander Schmorell rédigent quatre premiers tracts. Ils les envoient par la poste à des intellectuels (écrivains, professeurs, médecins) choisis à Munich, qui sont chargés de reproduire ces tracts et de les renvoyer au plus grand nombre de personnes possible. Inspirés de penseurs comme Goethe et Aristote, leurs écrits contiennent aussi des passages bibliques. Le second tract comprend également une dénonciation explicite de la Shoah : « Depuis la mainmise sur la Pologne, trois cent mille Juifs de ce pays ont été abattus comme des bêtes. C'est là le crime le plus abominable perpétré contre la dignité humaine, et aucun autre dans l'Histoire ne saurait lui être comparé. » Ainsi, leur refus du totalitarisme hitlérien est d'abord fondé sur une profonde culture humaniste.
Hans Scholl, Willi Graf et Alexander Schmorell sont envoyés sur le front de l'Est en juillet 1942 comme infirmiers de la Wehrmacht. À leur retour en fin d'année, ils prennent contact avec l'Orchestre rouge. Sophie Scholl, la sœur de Hans, s'implique également dans la rédaction et la distribution de tracts.
Le cinquième tract, intitulé « Appel à tous les Allemands », est rédigé pendant l'hiver 1942-1943, au paroxysme de la bataille de Stalingrad. Après leur expérience au front à l'Est, les étudiants sont convaincus que la guerre ne peut plus être gagnée. Ce tract vise à toucher un plus grand public et adopte un ton moins littéraire que les précédents, il constitue un appel vibrant à la conscience collective : « Prouvez par l'action que vous pensez autrement ! Déchirez le manteau d'indifférence dont vous avez recouvert votre cœur ! Décidez-vous avant qu'il ne soit trop tard... » Ce tract prône le fédéralisme en Allemagne, rejette « l'idée impérialiste de puissance » et affirme que « seule une coopération généreuse entre les peuples européens permettra de jeter les fondements d'un nouvel ordre, ». Il est distribué à des milliers d'exemplaires (le tirage est estimé entre 6 000 et 9 000) dans plusieurs grandes villes du Sud de l'Allemagne et en Autriche (Munich, Augsbourg, Stuttgart, Francfort, Salzbourg et Vienne). Le groupe a en effet des ramifications dans d'autres villes où d'autres étudiants (la jeune Traute Lafrenz à Munich, Hans et Suzanne Hirzel à Stuttgart, par exemple) défendent les mêmes idéaux.
Après l'anéantissement de La Rose blanche, des millions d'exemplaires de ce tract seront lâchés sur le territoire allemand par l'aviation anglaise, perpétuant ainsi l'œuvre de résistance éthique des étudiants munichois. Des slogans pacifistes et antifascistes sur les murs, et des collectes de pain pour les détenus des camps de concentration s'ajoutent aux actions du groupe, soutenu à partir de 1943 par des intellectuels du Sud de l'Allemagne ou de Berlin.

### Arrestations
Le sixième tract est la cause de leurs arrestations. La défaite de Stalingrad jette le trouble dans une grande partie de la population allemande, et les membres de La Rose blanche pensent qu'elle sonne le glas du Troisième Reich. Le tract, qui dénonce la politique de guerre du Troisième Reich, est rédigé par Kurt Huber et corrigé par Hans Scholl et Alexander Schmorell, qui suppriment un passage évoquant la « formidable Wehrmacht ». Le but est maintenant de se tourner vers le peuple. Dans la nuit du 15 au 16 février 1943, ils distribuent entre 800 et 1 200 tracts dans Munich. Alors qu'il reste encore quelques exemplaires, ils décident de les distribuer à l'université.
Le 18 février, Hans et Sophie Scholl déposent les tracts restants dans la cour de l'université. Ils rejoignent l'entrée aux alentours de 10 h 45, portant une valise et un cartable qui contient les exemplaires du sixième tract ainsi que certains du cinquième. Ils en déposent devant l’amphithéâtre encore clos et dans les couloirs. Alors qu'ils se dirigent vers la sortie, ils font demi-tour afin de déposer des tracts au premier étage. Ils courent ensuite au second étage où Sophie lance des tracts par-dessus la rambarde. À ce moment-là, ils sont découverts par l’appariteur Jakob Schmid qui les retient jusqu'à l'arrivée de la Gestapo.
Christoph Probst et Willi Graf sont arrêtés le même jour ; les autres membres, excepté Jürgen Wittenstein, sont arrêtés les jours suivants (Susanne et Hans Hirszl le 22 février, Alexander Schmorell le 24 février, Kurt Huber le 27, Traute Lafrenz le 15 mars). Anneliese Knoop-Graf, sœur de Willi Graf, est également arrêtée en même temps que son frère, bien qu'elle n'ait pas été membre du réseau ou au courant des actions de son frère.

### Procès

#### Premier procès

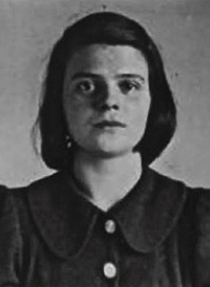
Sophie Scholl photographiée en détention par la Gestapo le 20 février 1943.

Après leur arrestation, Hans et Sophie Scholl sont amenés au palais Wittelsbach, le principal centre de la Gestapo. Ils y sont interrogés et maintenus en détention jusqu'au 21 février. Lors de son arrestation, Hans Scholl a sur lui un écrit de Christoph Probst, un autre membre du réseau, ce qui conduit à l'arrestation et à l'inculpation de celui-ci.
Hans et Sophie Scholl, ainsi que Christoph Probst, sont jugés par le Volksgerichtshof (« tribunal du Peuple ») présidé par Roland Freisler, venu de Berlin. Ils sont tous trois condamnés à mort sous les chefs de « haute trahison et connivence avec l'ennemi, incitation à la haute trahison, atteinte à l'effort de défense ». Au cours du procès, Sophie Scholl fait face et déclare : « Ce que nous avons dit et écrit, beaucoup le pensent. Mais ils n’osent pas l’exprimer. »[réf. nécessaire]
Sa défense sonne comme un appel au courage civil, Zivilcourage en allemand (sans argumentation politique ou militaire)[source insuffisante].
Hans Scholl lui aussi résiste jusqu'à la fin en déclarant : « dans quelque temps, c'est vous qui serez à notre place. »
Le procès dure à peine trois heures. Hans Scholl, Sophie Scholl et Christoph Probst sont guillotinés dans la prison de Stadelheim, près de Munich, le jour même de leur condamnation, le 22 février 1943.

#### Deuxième procès
Willi Graf, Kurt Huber et Alexander Schmorell sont également condamnés à mort, le 19 avril 1943, au cours d'un deuxième procès. Kurt Huber et Alexander Schmorell sont guillotinés dans la prison de Munich Stadelheim le 13 juin 1943. L’exécution de Willi Graf, toujours par guillotine, s'ensuit le 12 octobre de la même année,.
Lors de ce même procès, Eugen Grimminger est condamné à dix ans de prison, Heinrich Bollinger et Helmut Bauer à sept ans chacun, Hans Hirzel et Franz J. Müller à cinq ans chacun, Heinrich Guter à dix-huit mois, Gisela Schertling, Katharina Schüddekopf et Traute Lafrenz sont  condamnées à un an de prison, Susanne Hirzel à six mois et Falk Harnack acquitté.

#### Autres procès
Par manque de preuves, Falk Harnack est libéré. Alors qu'il est de nouveau arrêté et interné dans un camp, il réussit à s'évader. Il meurt en 1991 à 78 ans. Au total, seize membres du réseau paient de leur vie, soit par exécution, soit par mauvais traitements dans les camps, leur résistance au nazisme. D'autres participants et personnes qui connaissaient l'organisation sont poursuivis et condamnés à des peines de prison allant de six mois à dix ans.[réf. nécessaire]

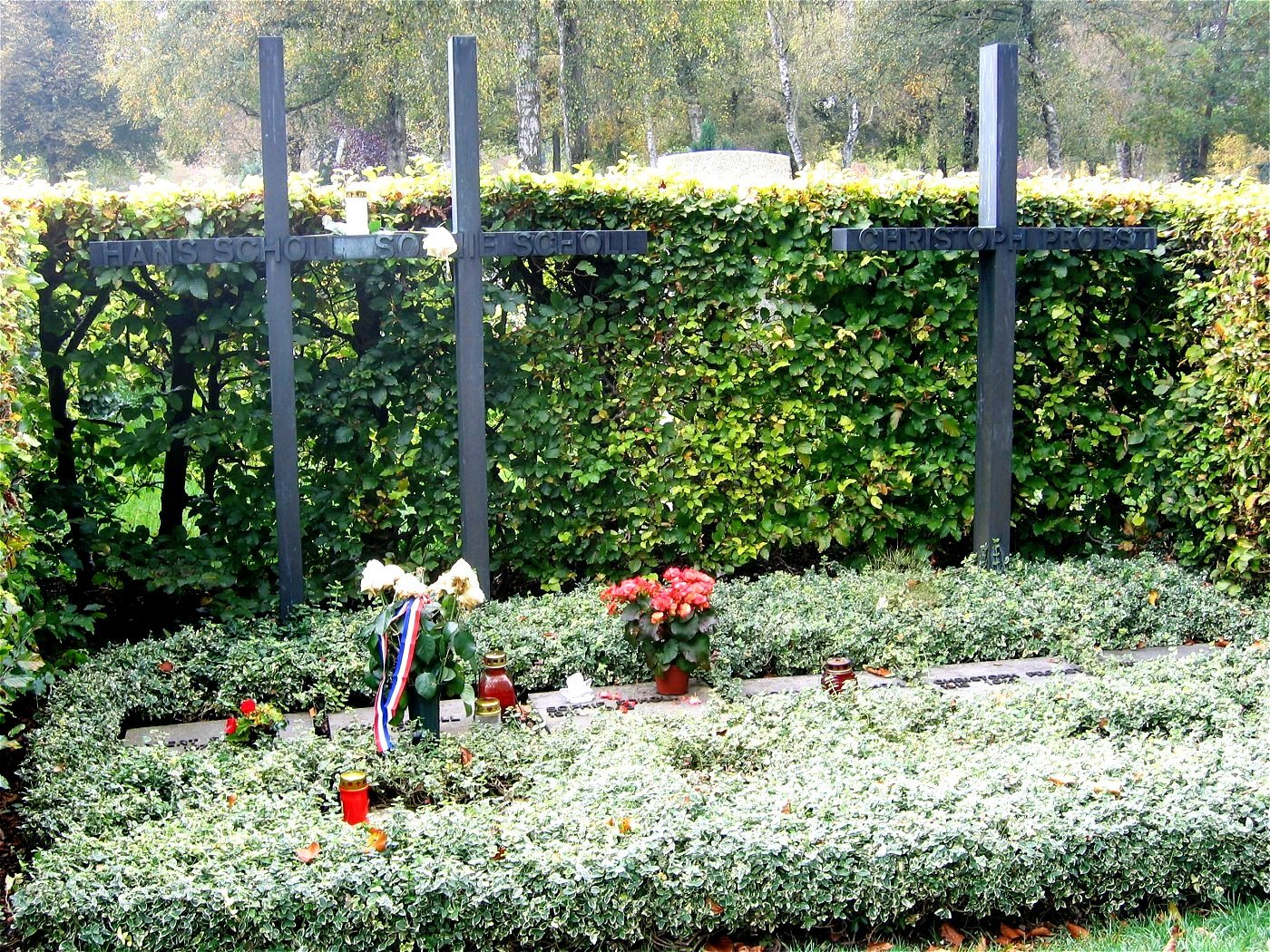
Tombe de Sophie et Hans Scholl, ainsi que de Christoph Probst.

## Hommages
- La place de l'université de Munich, Geschwister-Scholl-Platz, a pris leur nom, et il s'y trouve un mémorial. Une exposition permanente se trouve dans le bâtiment de l'université[13].
- Un prix littéraire, le prix frère et sœur Scholl, a été créé en 1980. Le but et le sens de ce prix sont de récompenser un jeune auteur contribuant à la liberté d’expression, la bravoure morale, intellectuelle et esthétique et de promouvoir une conscience des responsabilités des temps actuels[14].
- Le scientifique Freimut Börngen a donné le nom de (7571) Weisse Rose à un astéroïde qu'il a découvert.
- En République démocratique allemande, de nombreuses rues et infrastructures furent nommées en hommage à La Rose blanche, malgré les racines chrétiennes du mouvement, rejetées par l'idéologie communiste. Un exemple est le lycée professionnel à Wehrsdorf, qui était le principal lycée de technologie du bois.[réf. nécessaire] On érigea un monument commémoratif mais lors de la fermeture du lycée en 1990, il fut à moitié enterré.
- À Paris, le collège La Rose Blanche a été nommé en hommage au groupe de résistance[15], dans le 17e arrondissement, où existe également le jardin Hans-et-Sophie-Scholl[16].
- À Strasbourg, le pont situé entre le Conseil de l'Europe et la Cour européenne des droits de l'homme est nommé le pont de La Rose Blanche. Une plaque en français et en allemand rappelle les exécutions de février 1943. Chaque 22 février, trois roses blanches ornent cette plaque.
- Le groupe de dark ambient français Les Joyaux de la princesse a sorti en 1997, en collaboration avec le groupe Regard Extrême, un disque d'hommage à La Rose blanche (Die weiße rose) de 13 titres, dédié à la mémoire de Sophie Scholl[17].
- Le groupe de punk français Ludwig von 88 a écrit une chanson nommée Sophie Et Hans (Die Weisse Rose) dans l'album Prophètes et nains de jardin sorti en 1996.
- L'album Sebolavy de Mickey 3D a pour pochette une photo de Sophie Scholl et sa première chanson se nomme La Rose blanche.
- Une rue de La Rose Blanche a été donnée au nouveau quartier du Parc (ZAC Centralité) à Carrières-sous-Poissy.
- Weiße Rose est un opéra de chambre en un acte d'Udo Zimmermann, créé en 1985, et qui raconte l'histoire de Hans et Sophie Scholl.

### Sources radiophoniques
- « Du sang sur la Rose Blanche », sur France Inter, 4 septembre 2011.

### Filmographie
- André Bossuroy, « ICH BIN: La Rose Blanche »(Archive.org • Wikiwix • Archive.is • Google • Que faire ?), 2011 - avec le soutien de la Commission européenne / programme l'Europe pour les citoyens / Une mémoire européenne active.
- Michael Verhoeven, La Rose blanche (Die Weiße Rose), 1982.
- Percy Adlon, Fünf letzte Tage, 1982.
- Marc Rothemund, Sophie Scholl - Les Derniers Jours, 2005.
- Christian Twente, Michael Löseke, Ces femmes qui ont fait l'histoire, épisode 3 "Sophie Scholl", 2013.

### Musicographie
- Les Joyaux de la princesse, Die Weiße Rose, 1997.
- White Rose Movement, un groupe de post-punk anglais.
- La Rose blanche, Mickey 3D
- The secret of "The White Rose" (In memoriam Sophie Scholl), Otto M. Schwarz, 2013
- Sophie Et Hans (Die Weisse Rose), Ludwig von 88